# Montagne della Serbia
Il territorio della Serbia è caratterizzato da una forte alternanza di situazioni ambientali. A nord si estende la propaggine meridionale della Pianura Pannonica in cui si trovano i bassi rilievi della Fruška Gora (in serbo Фрушка гора?) che raggiungono al massimo i 500 m s.l.m. di altitudine.

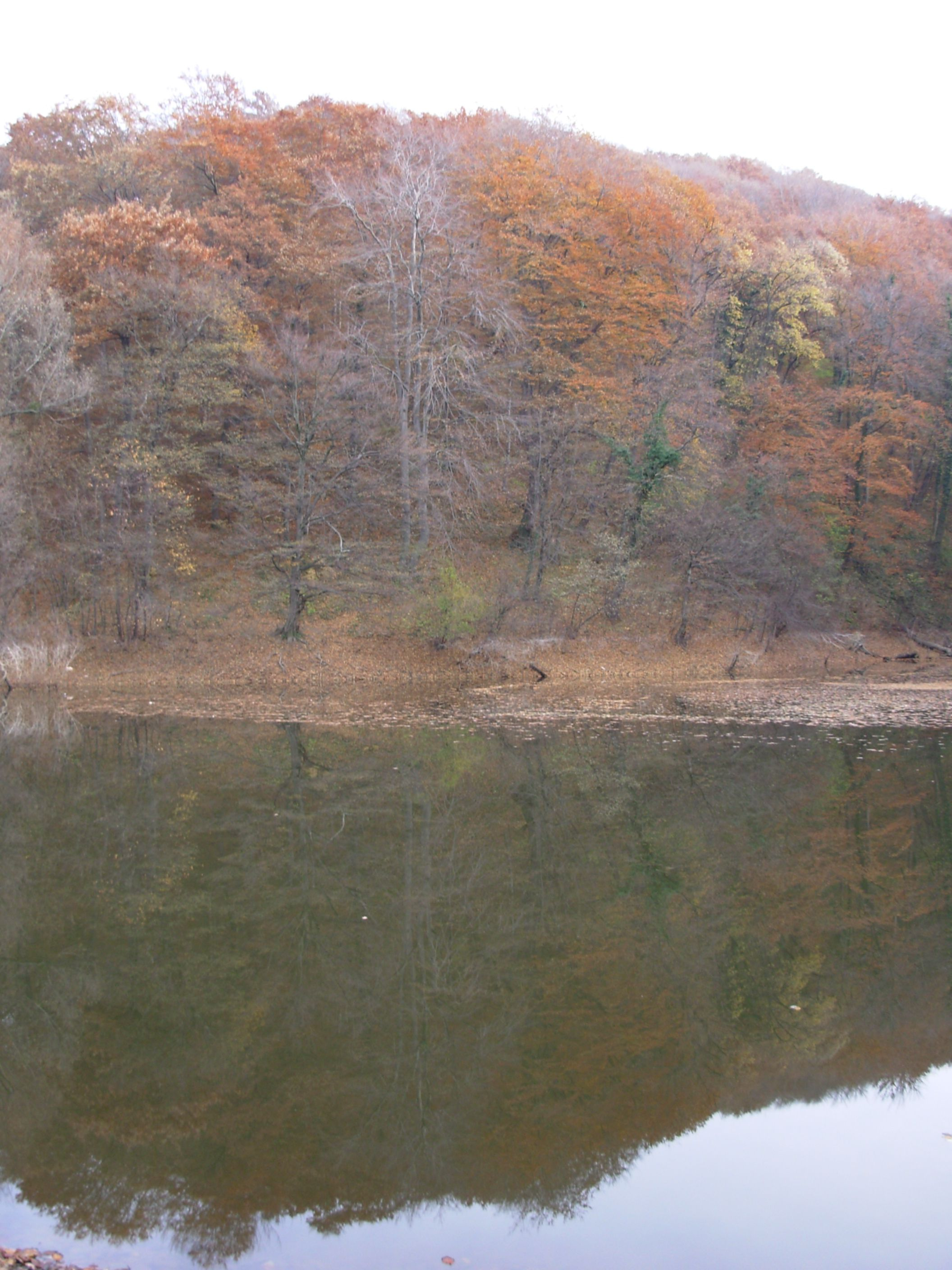
Popovica (Fruška Gora)

Nel versante settentrionale della Fruška Gora scorre il Danubio, ed è qui che vi confluiscono il Tibisco e la Sava. Il Danubio si apre, poi, la strada verso il confine romeno, attraverso le gole del Đerdap (le Porte di Ferro) che si susseguono massicce per circa 100 km.
Se il nord della Serbia è, quindi, essenzialmente pianeggiante, il centro-sud è, invece attraversato da diverse catene montuose.
Nel sud-ovest del paese si estende il tratto orientale delle Alpi dinariche (Dinaridi, Динариди), di cui i Monti Šar (Šar Planina, Шар Планина) costituiscono la propaggine sud, al confine con la Macedonia.
Più ad est rispetto al sistema dello Šar, si eleva il massiccio del Rodope (Родопи), condiviso con la Bulgaria e con la Grecia. È in questa regione che si trovano le cime più alte dell'orografia serba, che superano i 2.000 metri, tra cui i Monti Midžor (Миџор) e Kopaonik (Копаоник).

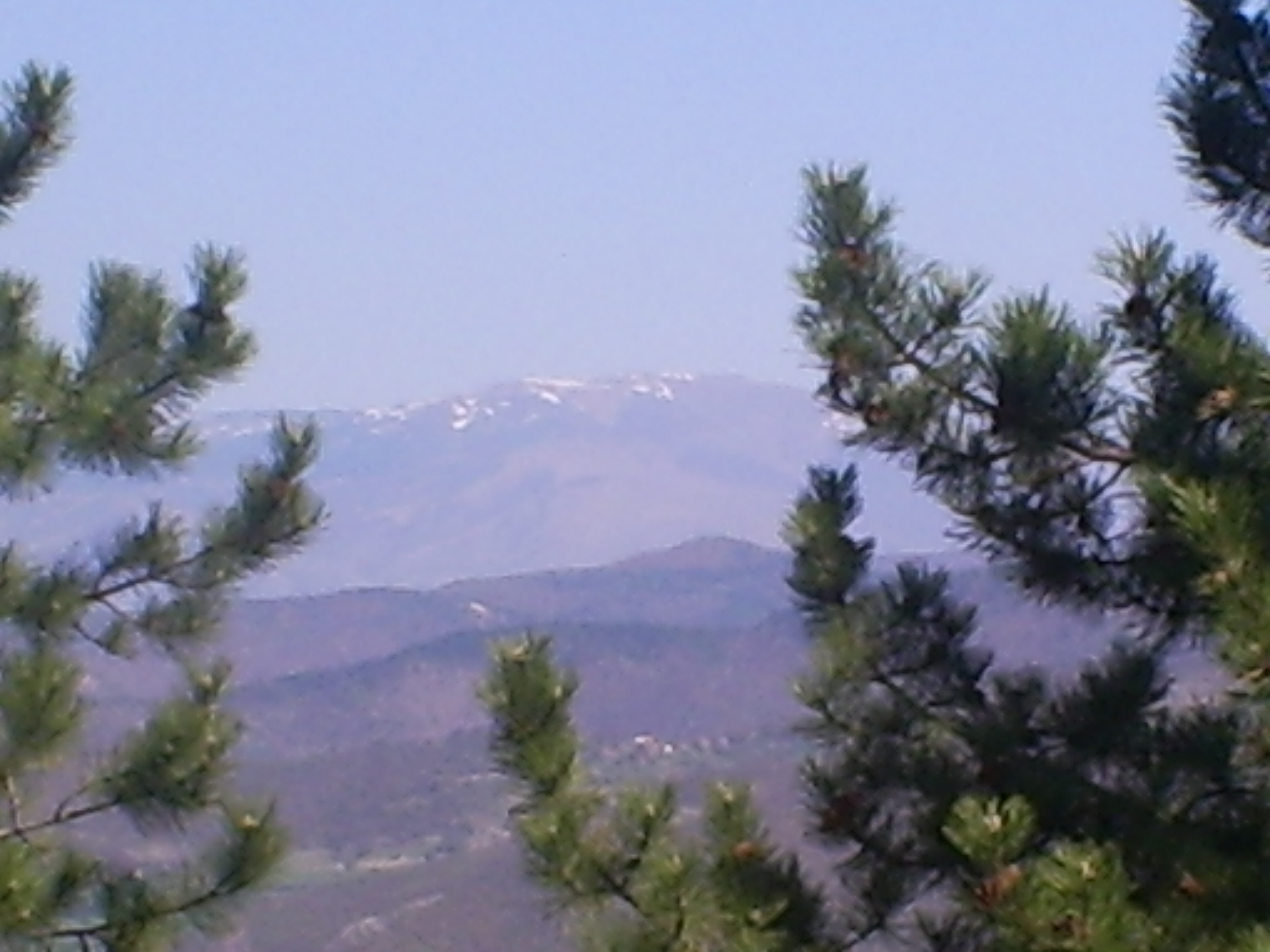
Monte Kopaonik

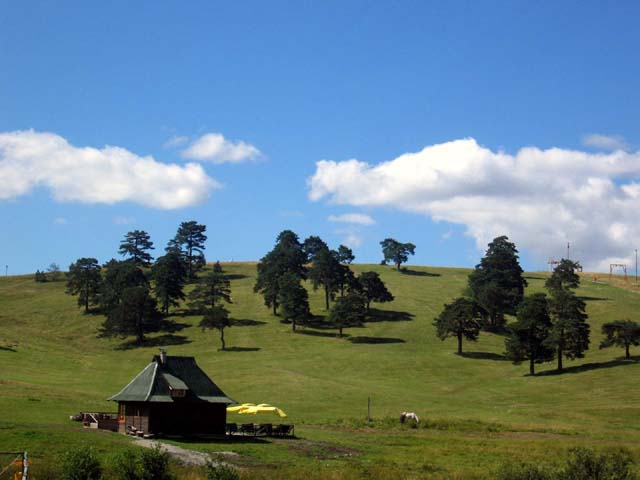
Zlatibor, nei Monti Dinaridi

A nord dei Rodopi, s'innalzano i rilievi calcarei dei Balcani occidentali che costituiscono, lungo il confine con la Romania, una continuazione delle Alpi Transilvaniche.
E a nord dei Balcani, anch'essa lungo il confine con la Romania, si estende la parte terminale della catena dei Carpazi.

## Maggiori cime
- Midžor (Миџор): è situata al confine tra Serbia e Bulgaria nei Monti Balcani ed ha un'altezza di 2.169 metri, ed è la montagna più elevata della Serbia centrale. Dalle sue pendici nasce il fiume Lom. Attualmente è accessibile alle escursioni turistiche.
- Kopaonik (Копаоник): è la seconda montagna serba più elevata dei Monti Balcani: il suo maggior picco, il Suvo Rudiste (Суво Рудиште), altrimenti chiamato Pančić (Панчић) ha un'altezza di 2.017 metri. Nel 1981 fu istituito il Parco nazionale del Kopaonik che si estende per 118 km². È sede di rinomati impianti sciistici e strutture ricettive per il turismo invernale.